# Polska na Halowych Mistrzostwach Europy w Lekkoatletyce 1970
Polska na Halowych Mistrzostwach Europy w Lekkoatletyce 1970 – reprezentacja Polski podczas zawodów w Wiedniu zdobyła osiem medali w tym jeden złoty.

## Wyniki reprezentantów Polski

### Mężczyźni
- bieg na 60 m
  - Zenon Nowosz zajął 2. miejsce
- bieg na 400 m
  - Andrzej Badeński zajął 2. miejsce
  - Jan Balachowski nie ukończył biegu finałowego
- bieg na 800 m
  - Andrzej Kupczyk zajął 5. miejsce
- bieg na 1500 m
  - Henryk Szordykowski zajął 1. miejsce
  - Jerzy Maluśki zajął 6. miejsce
- bieg na 3000 m
  - Kazimierz Maranda zajął 8. miejsce
- bieg na 60 m przez płotki
  - Mirosław Wodzyński odpadł w półfinale
- sztafeta 4 x 2 okrążenia
  - Jan Werner, Stanisław Grędziński, Jan Balachowski i Andrzej Badeński zajęli 2. miejsce
- sztafeta 2+3+4+5 okrążeń
  - Edmund Borowski, Stanisław Waśkiewicz, Kazimierz Wardak i Eryk Żelazny zajęli 2. miejsce
- skok wzwyż
  - Wojciech Gołębiowski zajął 7. miejsce
- skok o tyczce
  - Tadeusz Olszewski zajął 8. miejsce
- skok w dal
  - Waldemar Stępień zajął 14. miejsce

### Kobiety
- bieg na 60 m
  - Mirosława Sarna zajęła 5. miejsce
- bieg na 400 m
  - Krystyna Hryniewicka odpadła w eliminacjach
- bieg na 800 m
  - Zofia Kołakowska zajęła 3. miejsce
- bieg na 60 m przez płotki
  - Teresa Sukniewicz zajęła 3. miejsce
  - Teresa Nowak zajęła 4. miejsce
- skok wzwyż
  - Danuta Berezowska zajęła 6. miejsce
  - Danuta Konowska zajęła 9. miejsce
  - Maria Zielińska zajęła 11. miejsce
- skok w dal
  - Mirosława Sarna zajęła 3. miejsce
  - Ryszarda Rurka zajęła 12. miejsce